# Heterostegane macrographa
Heterostegane macrographa är en fjärilsart som beskrevs av Debauche 1941. Heterostegane macrographa ingår i släktet Heterostegane och familjen mätare. Inga underarter finns listade i Catalogue of Life.